# Gorgocil

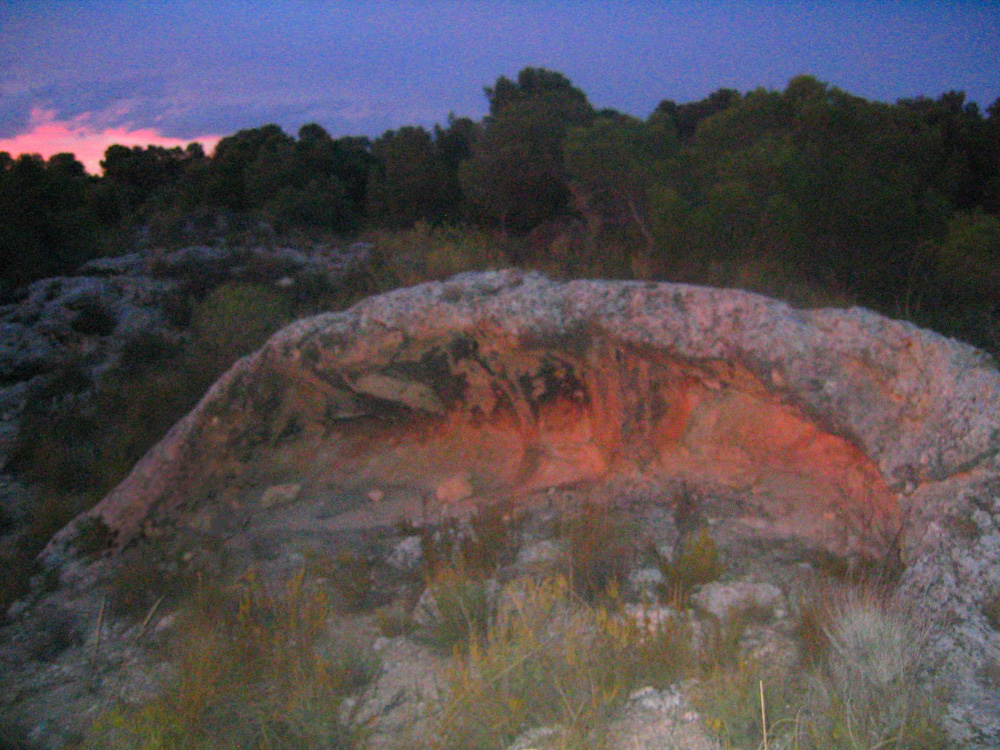
Abrigo natural del Gorgocil.

Gorgocil es el nombre común que recibe el Abrigo del Gorgocil, un abrigo rocoso del Paleolítico superior situado en la Cañada de Albatana, municipio de Jumilla, Región de Murcia, España.

## Descripción
El Abrigo del Gorgocil, conocido por su característico tono rojizo, es una covacha original y poco profunda que protege a la zona del viento y la lluvia. De esta cavidad, siguiendo su curso, continúa un desfiladero, o garganta, que conduce a través de la montaña a las tierras de 'Casa del Rico', una finca familiar compuesta por 44 hectáreas de viñedo. Las cualidades de las vides de este paraje ya fueron mencionadas en 1845 por Pascual Madoz en su Diccionario geográfico-estadístico-histórico de España y sus posesiones de Ultramar.

## Zona vinícola
Gorgocil se encuentra en una zona geográfica estratégica al formar parte de las tierras altas de la DO Jumilla, una calificación reconocida por la calidad de su uva monastrell. La tradición vinícola de estas tierras y de sus vides han dado como resultado un cálido homenaje a este paraje natural: Vino Gorgocil.